# 윈필드 스콧
윈필드 스콧(Winfield Scott, 1786년 6월 13일 ~ 1866년 5월 29일)는 미국 육군의 장군, 외교관이자 대통령 후보였다. "오래된 소란과 깃털"과 "육군의 웅장한 노인"으로 알려진 그는 미국 역사상 아무 다른 남성보다 더욱 장기적으로 장군으로서 활동 임무에 복무하였고, 대부분의 역사가들은 그를 그의 이름의 유능한 미국의 사령관으로 평가한다. 자신의 50년 경력의 과정에 그는 1812년 전쟁, 미국-멕시코 전쟁, 블랙 호크 전쟁, 제2차 세미놀 전쟁과 잠시 남북 전쟁에서 군대를 지휘하여 남군을 꺾는 데 이용될 "아나콘다 계획"으로 알려진 북군의 전략을 구상하였다.
미국-멕시코 전쟁 후에 국민적 영웅이었던 그는 멕시코시티에서 군사 총독을 지냈다. 그런 그의 달성은 1852년 휘그당이 미국 대통령 선거에서 스콧을 후보 지명하는 데 현직 대통령 밀러드 필모어를 통과했던 것이었다. 스콧은 총선에서 민주당의 프랭클린 피어스에게 패하였으나 인기있는 국가의 인물로 남아 중장의 계급으로 1856년 명예 진급을 받아 그 계급을 보유하는 데 조지 워싱턴 이래 첫 미국인이 되었다.

## 어린 시절
버지니아주 피터스버그 근처 딘위디 카운티에 있는 농장집에서 태어났다. 그는 윌리엄 앤드 메리 칼리지에서 교육을 받았고, 1808년 포병대에서 대위로서 직접 임관되기 전에 변호사와 버지니아 국민군의 기마대 상병이었다. 미국 육군에서 스콧의 초기 세월은 소란스러웠다. 대령으로서 그의 임관은 자신의 사령관 장군을 비판에서 불순종으로 군법 회의에 이어 1년간 정직되었다.

## 1812년 전쟁
1812년 전쟁이 일어난 동안 스콧은 1812년 퀸스턴하이츠 전투가 열린 동안 사로 잡혔으나 포로 교환에 석방되었다. 석방에 그는 퀸스턴하이츠에서 사로 잡힌 아일랜드 추출의 미군 전쟁 포로 13명을 사형한 영국군을 위한 보복에 영국군 전쟁 포로에 징벌 조치를 취하는 데 상원에 압력을 가하는 데 워싱턴 D. C.로 돌아왔다. 상원은 스콧의 역설 후 청구서를 썼으나 제임스 매디슨 대통령은 그것을 집행하는 데 거부하여 전쟁 포로의 요약 실행이 문명 국가에 합당하지 않다고 믿었다. 1814년 3월 스콧은 준장으로 명예 진급되었다. 1814년 7월 스콧은 나이아가라 회전에서 미국 육군의 제1여단을 지휘하여 치페와 전투를 중대하게 이겼다. 그는 미군 사령관 제이컵 브라운 소장과 영국/캐나다 사령관 고든 드러먼드 중장과 더불어 피흘리는 런디스 레인 전투에서 상처를 입었다. 런디스 레인 전투로부터 스콧의 상처는 남은 전쟁을 위하여 그가 활동적 임무에 복무하지 않은 정도로 너무 심했다.
스콧은 군사적 출연의 자신의 억지 권고와 대부분 지원군들로 이루어진 미국 육군에서 징계로 "오래된 소란과 깃털"이란 별명을 얻었다. 자신의 회전들에서 스콧 장군은 언제 가능하던지 간에 미국 육군의 정규군들의 핵심을 이용하는 데 오히려 좋아했다.

## 무효화 위기와 눈물의 길
앤드루 잭슨 대통령의 행정부에서 스콧은 무효화 위기에서 사우스캐롤라이나주에 대항하는 이용을 위하여 미군을 정렬시켰다.
1838년 잭슨 대통령의 명령들에 이어 그는 포트캐스와 포트버틀러에 본부를 둔 "체로키족 국가의 군대"의 지휘를 맡아 후에 "눈물의 길"로 알려진 조지아주, 노스캐롤라이나주, 테네시주와 앨라배마주로부터 체로키족 인디언들의 시초적 제거를 수행하였다.
그는 또한 1839년 3월 선언되지 않은 무혈의 애루스툭 전쟁에서 메인주와 영국령 캐나다의 뉴브런즈윅주의 공무원들 사이에 긴장을 풀으는 도움을 주기도 하였다.
자신의 성공의 결과로서 1841년 스콧은 당시 미국 육군에서 최고 계급인 소장과 최고 장군으로 임명되었다.
군사에서 자신의 시간 동안 스콧은 또한 블랙 호크 전쟁, 제2차 세미놀 전쟁과 잠시 남북 전쟁에서 싸우기도 하였다.

## 전술가 스콧
1812년 전쟁 후에 스콧은 몇몇의 나폴레옹의 교범서들을 영어로 번역하였다. 전쟁부의 지도에 스콧은 1830년 미국 국민군의 이용을 위하여 〈미국의 국민군의 이용을 위한 보병대와 소총병의 실습과 전략 행동을 포함한 보병 전술의 요약〉을 저서하였다.
1840년 스콧은 〈미국 보병의 실습과 전략 행동을 위한 전술 혹은 규칙〉을 저서하였다. 이 3권의 업무는 1855년 윌리엄 J. 하디의 〈전술〉이 발간되었을 때까지 미국 육군을 위하여 표준 반복 연습 교범서였다.
스콧 장군은 미국 육군사관학교에서 생도들의 전문적인 개발에 매우 흥미를 가졌다.

## 미국-멕시코 전쟁

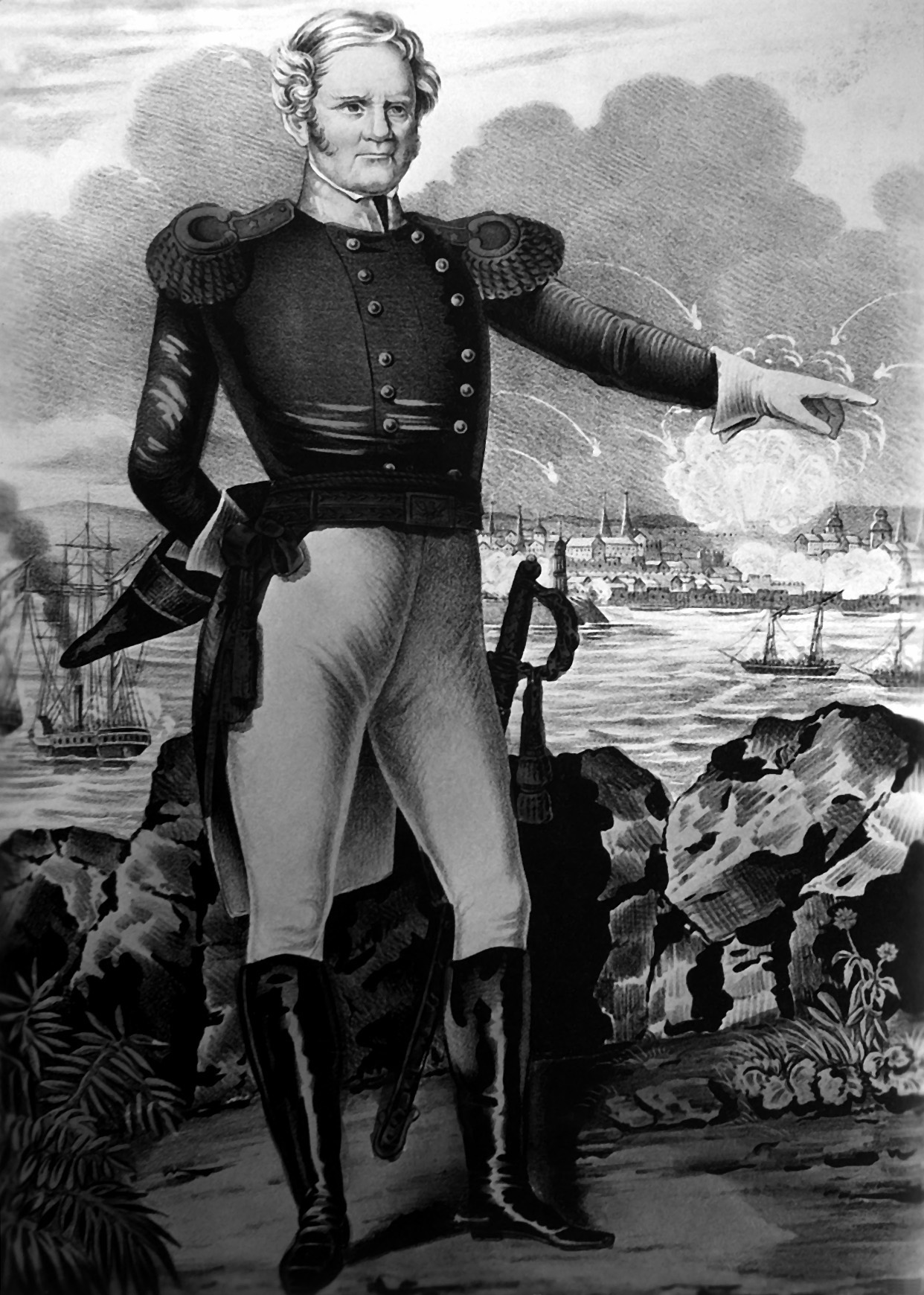
베라크루스 포위 공격에서 (1847년)

미국-멕시코 전쟁이 일어난 동안 스콧은 2개의 미국 육군의 남부군을 지휘하였다. 이 회전에서 바다의 힘을 이용하여 적의 측면에 들어가는 데 스콧은 모든 후속 전쟁에서 이용될 미국의 군사 독트린을 나타냈다. 자신의 공병 대령 로버트 E. 리에 의하여 보조되고, 아마 윌리엄 H. 프레스콧의 〈멕시코 정복의 역사〉에 의하여 영감을 받아 베라크루스에 상륙한 스콧은 1519년 에르난 코르테스에 의하여 소요된 대략적인 경로를 따라가 멕시코시티를 공격하였다. 이 회전에서 스콧의 상대는 멕시코의 대통령이자 장군 안토니오 로페스 데 산타 안나였다. 놓은 열기, 비와 어려운 지형에 불구하고 스콧은 세레고르도, 콘트레라스/파디에르나, 추루부스코와 몰리노델레이의 전투들을 이겼고, 그러고나서 도시가 항복한 후 1847년 9월 13일 차풀테펙의 요새를 공략하였다. 많은 훗날의 남북 전쟁의 지도자들이 멕시코에서 스콧의 지휘 아래 싸우는 데 배우려고 했다. 멕시코의 세인트패트릭 대부대로부터 대량의 남성들이 추루부스코 전투가 열린 동안 사로 잡혔을 때 스콧은 차풀테펙 전투가 일어난 동안 통틀어 교수형에 처하는 데 명령을 내려 멕시코의 요새 위에 성조기가 제기된 겨우 후에 사형의 순가이 일어나야 할 것을 상술하였다.
멕시코시티의 군사 사령관으로서 그는 서로 같은 멕시코의 시민들과 미국의 권위자들에 의하여 높은 평가를 받았다. 하지만 자신의 비만은 물론 스콧의 자만심은 남은 정치 생활 동안 그를 괴롭히기 위한 것이었던 명언을 잡는 데 이끌었다. 윌리엄 L. 마시 국무장관에게 쓴 편지에서 자신과 재커리 테일러 장군 사이의 사령부에 관하여 불평한 스콧은 자신이 "내가 성급한 수프의 한 접시를 먹으로 앉으면서 오후 6시 경에" 방금 상승했다고 진술하였다. 스콧의 명성을 망치기를 바란 제임스 K. 포크 행정부는 즉시 편지를 발간하였고, 그의 일생의 나머지를 위한 정치적 만화와 민요들에 명언이 나왔다.

## 정치 생활

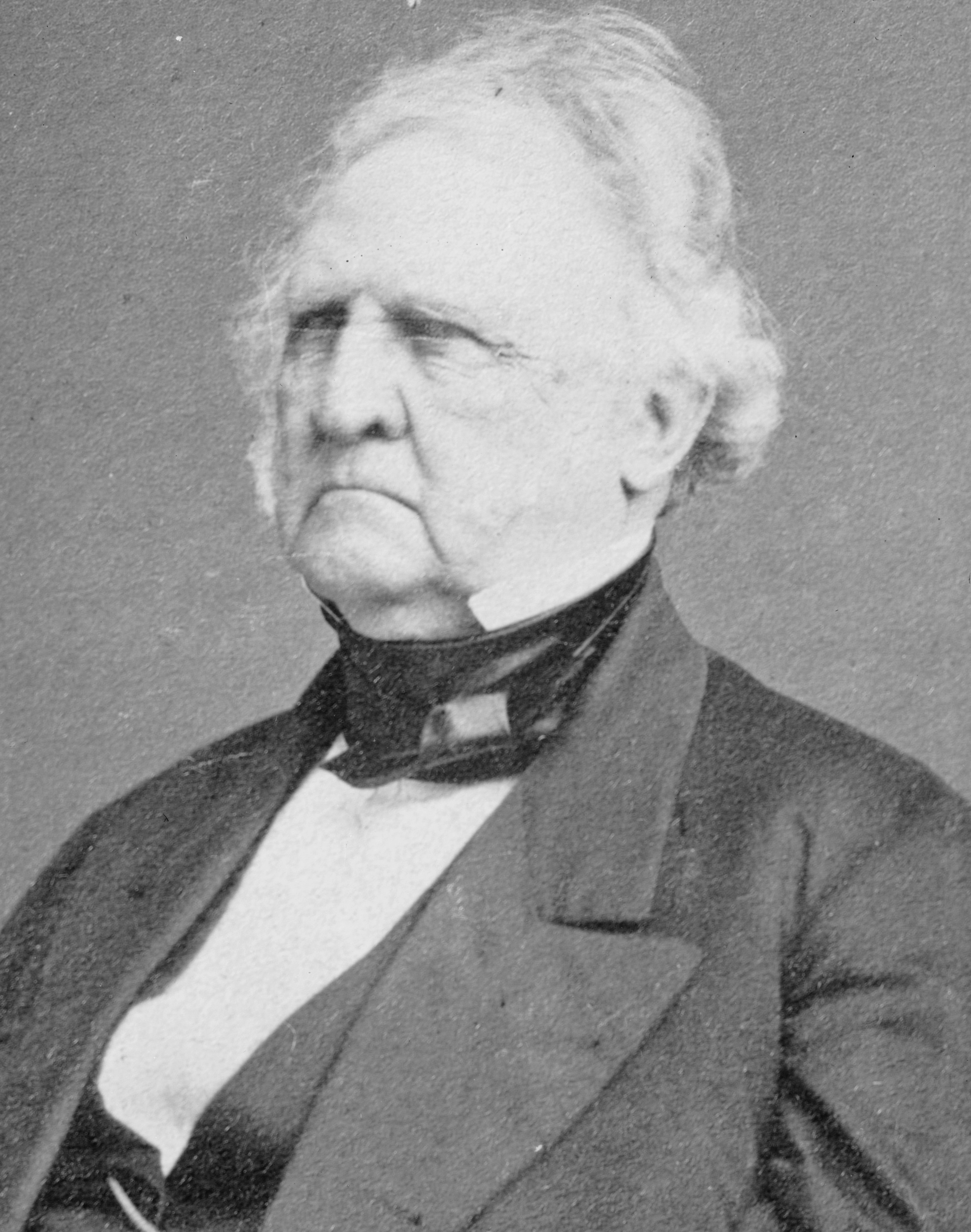
대통령 선거에 출마할 당시의 스콧

1852년 미국 대통령 선거에서 휘그당은 미국-멕시코 전쟁의 영웅 테일러 장군의 사망에 대통령직을 승계한 현직 대통령 밀러드 필모어를 후보 지명하는 데 거절하였다. 자신들의 선거 성공을 되풀이하는 데 추구한 휘그당원들은 필모어를 옆으로 밀어 민주당 소속의 프랭클린 피어스를 향한 스콧을 후보 지명하였다. 북부에서 당의 친노예제 정강 선언이 투표율을 떨어뜨렸던 동안 스콧의 반노예제의 평판은 남부에서 그의 지지를 훼손하였으며 스콧의 상대도 미국-멕시코 전쟁의 베테랑이었다. 피어스는 압도적인 승리에 선출되어 스콧을 단 4개의 주들의 선거 투표와 놔두었다.
선거에서 자신의 흔들림에 불구하고, 스콧은 아직도 넓게 인기있는 국민적 영웅이었다. 1855년 의회의 특별법에 의하여 스콧은 중장의 계급으로 명예 진급이 주어져 그 계급을 보유하는 데 조지 워싱턴 후에 미국 군사 역사상 2번째 만의 사람으로 그를 만들었다.
1859년 스콧은 이른바 돼지 전쟁으로 단계적으로 확대한 샌환 제도에 영국군과 분쟁을 해결하는 데 태평양 북서부로 여행을 떠났다. 나이가 든 장군은 영국군과 좋은 관계를 설립하였고, 평화로운 결의를 가져올 수 있었다.

## 남북 전쟁

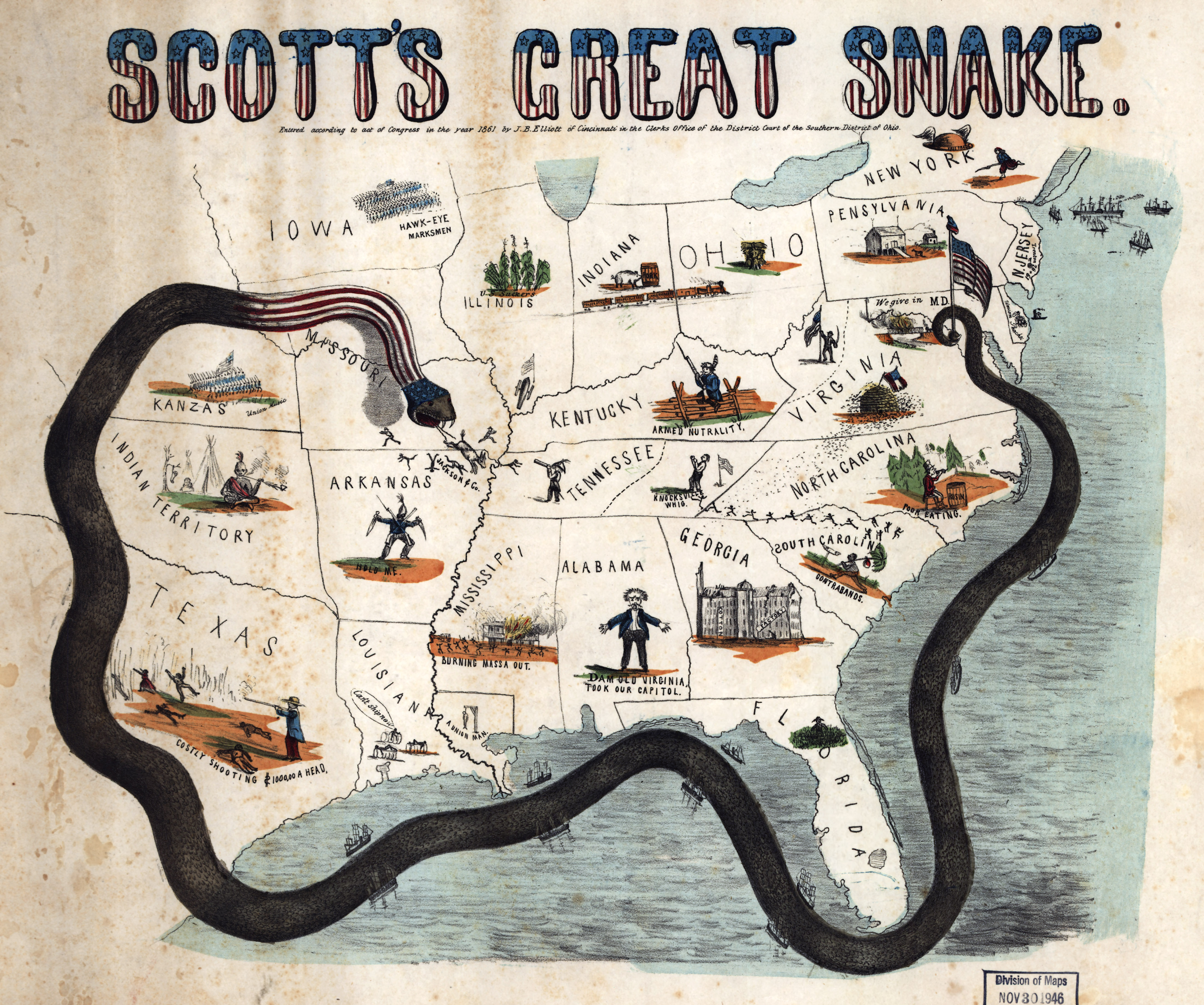
남부를 짜내는 데 스콧의 아나콘다 계획을 그린 지도

남북 전쟁의 시작에 북군의 최고 장군으로서 연장의 스콧은 자신이 직접 전투로 들어갈 수 없다는 것을 알았다. 그는 연방군의 지휘를 로버트 E. 리 대령에게 제공하였다. 하지만 1861년 버지니아주가 합중국을 떠났을 때 리는 사임하였고, 워싱턴 D. C.를 방어하는 연방 야전군의 지휘는 어빈 맥다월에게 전달되었다.
스콧은 여론이 개최됨에 따라 연방군을 위하여 빠른 승리가 가능했던 것을 믿지 않았다. 그는 미시시피강 같은 주요 지대를 점령하고, 대서양과 멕시코만에 주요 항구들을 봉쇄하고, 그러고나서 애틀랜타로 이동하면서 남군을 꺾는 데 장기간 계획을 안출하였다. 스콧은 사상자들을 제한시키는 데 희망을 두었고, 합중국이 힌반에 너무 많은 영토를 정복하는 데 충분히 큰 군대가 없었던 것을 알아차렸다. 남부는 세계의 나머지로부터 고립되어 온 후에 경제적으로 무력하게 될 것이었다. 따라서 남군은 억압을 받아 질식되었다. 이 "아나콘다 계획"은 언론에서 비웃음을 당하였고, 일찍이 거절되었지만 넓은 개요에서 그것은 특히 서부 전선과 성공적인 남군의 군항들의 봉쇄에서 북군이 실제로 이용한 전술이었다. 1864년 그 일은 율리시스 S. 그랜트 장군에 의하여 지속되었고, 애틀랜타 회전과 바다로 행렬에서 윌리엄 T. 셔먼 장군에 의하여 실행되었다.
자신이 전선들로 여행에 육체적으로 무능력해졌기 때분에 스콧은 자신의 전쟁 계획을 구현할 수 없었다. 결과로서 그는 자신의 점점 더 무례한 행동으로 자신의 새로운 사령관 조지 B. 매클렐런 소장을 질책할 수 없는 것을 느꼈다. 하원과 상원에서 매클렐런의 지지자들로부터 정치적 압력과 합친 이 일은 1861년 11월 1일 스콧의 사임에 결과를 가져왔다. 스콧의 나이와 부족한 건강도 또한 사임으로 그의 결정에 공헌하였다. 매클렐런이 그러고나서 최고 장군으로서 그의 뒤를 이었다.
스콧 장군은 남북 전쟁에서 북군의 승리를 보는 데 살았다. 그는 뉴욕주 웨스트포인트에서 사망하여 웨스트포인트 묘지에 안장되었다.

## 유산

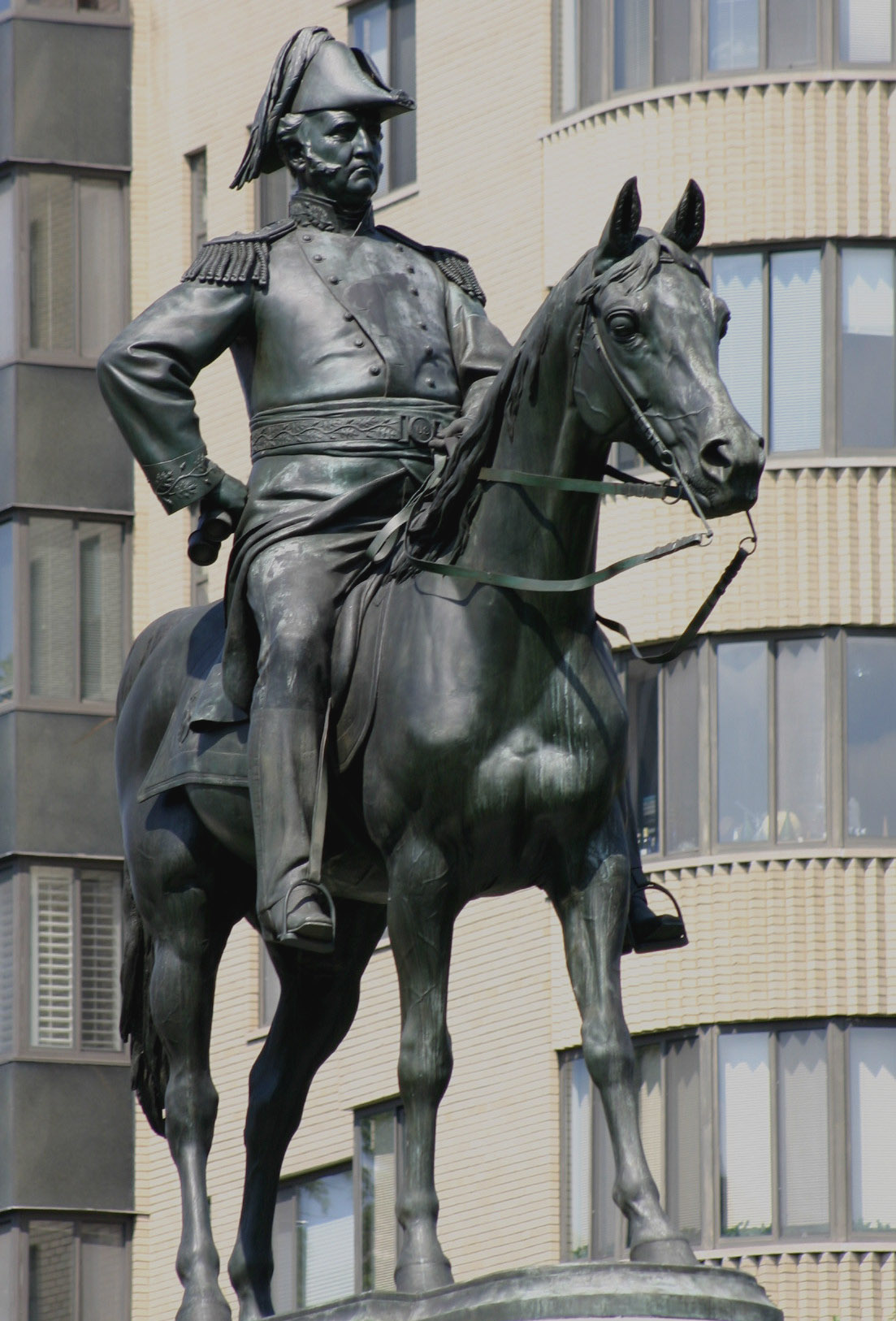
워싱턴 D. C.에 있는 스콧 장군의 동상

스콧은 총 14개의 행정부, 토머스 제퍼슨부터 에이브러햄 링컨까지 모든 대통령 아래 복무하였고 47년 동안 그들 중에 13명을 위하여 현역 장군이었다. 스콧에게 속하는 문서들은 미시간 대학교에 있는 윌리엄 L. 클레멘츠 도서관에서 찾아질 수 있다.
스콧의 군사적 영향력은 그의 많은 전 부하들이 리더십 역할들에서 전장을 차지했을 때 남북 전쟁이 일어난 동안 전시되었다. 지방 인구 정복 같은 멕시코에서 그가 이용한 전술들, 측면 공격 활용, 광범위한 정찰 임무 지휘와 잘 훈련된 참모 활용은 전투가 일어난 동안 양쪽에 의하여 고용되었다.
그가 블랙 호크 전쟁을 끝내는 평화 조약의 조인에서 주재 사관이었으면서 윈필드 스콧의 명예에 아이오와주에 있는 스콧 카운티가 그의 이름을 땄고, 미네소타주의 스콧 카운티, 테네시주의 스콧 카운티와 윈필드도 또한 그의 이름을 땄다. 웨스트버지니아주 스콧디포와 윈필드 타운들은 물론, 전 육군의 전초 기지였던 캔자스주 포트스콧도 또한 그의 이름을 땄다. 아이오와주 마하스카 카운티에 있는 스콧 타운십은 주민들이 정식으로 1852년 대통령 선거에서 자신들의 스콧에 강한 지지에 비추어 타운십의 이름을 바꾸는 데 청원하기 전에 이전적으로 잭슨으로 불리었다. 추가로 아이오와주의 세로고도 카운티와 부에나비스타 카운티, 그리고 인디애나주 추루부스코도 스콧이 자신의 군대를 승리로 이끌었던 전투들의 이름을 땄다. 서치스 근처에 윈필드 스콧 호는 조지아주의 가장 높은 호수이다. 1850년 윈필드 스콧으로 이름이 붙은 외륜선이 발포하였다. "위대한 스콧"으로 말한 것은 윈필드 스콧 아래 한 군인으로부터 유래되었을 수 있다.

## 역대 선거 결과
| 선거명      | 직책명        | 대수 | 정당   | 득표율 | 득표수 (선거인단)  | 결과 | 당락 |
| ----------- | ------------- | ---- | ------ | ------ | ------------------ | ---- | ---- |
| 1852년 선거 | 미국의 대통령 | 14대 | 휘그당 | 43.86% | 1,386,942표 (42명) | 2위  | 낙선 |

## 참고 자료
- Eicher, John H., and Eicher, David J., Civil War High Commands, Stanford University Press, 2001, ISBN 0-8047-3641-3.
- John Eisenhower|Eisenhower, John S.D., Agent of Destiny: The Life and Times of General Winfield Scott, University of Oklahoma Press, 1999, ISBN 0-8061-3128-4.
- Elliott, Charles Winslow, Winfield Scott: The Soldier and the Man, 1937.
- Johnson, Timothy D., "Winfield Scott: The Quest for Military Glory, University Press of Kansas, 1998, ISBN 0-7006-0914-8.
- Peskin, Allan, Winfield Scott and the Profession of Arms, 2003.